# Cotignac (gelée de coing)
Pour les articles homonymes, voir Cotignac.
Le cotignac est une gelée épaissie faite avec des coings.
L'un des plus réputés est, en France, le cotignac d'Orléans, provenant d'Orléans dans le Loiret.

## Préparation du cotignac

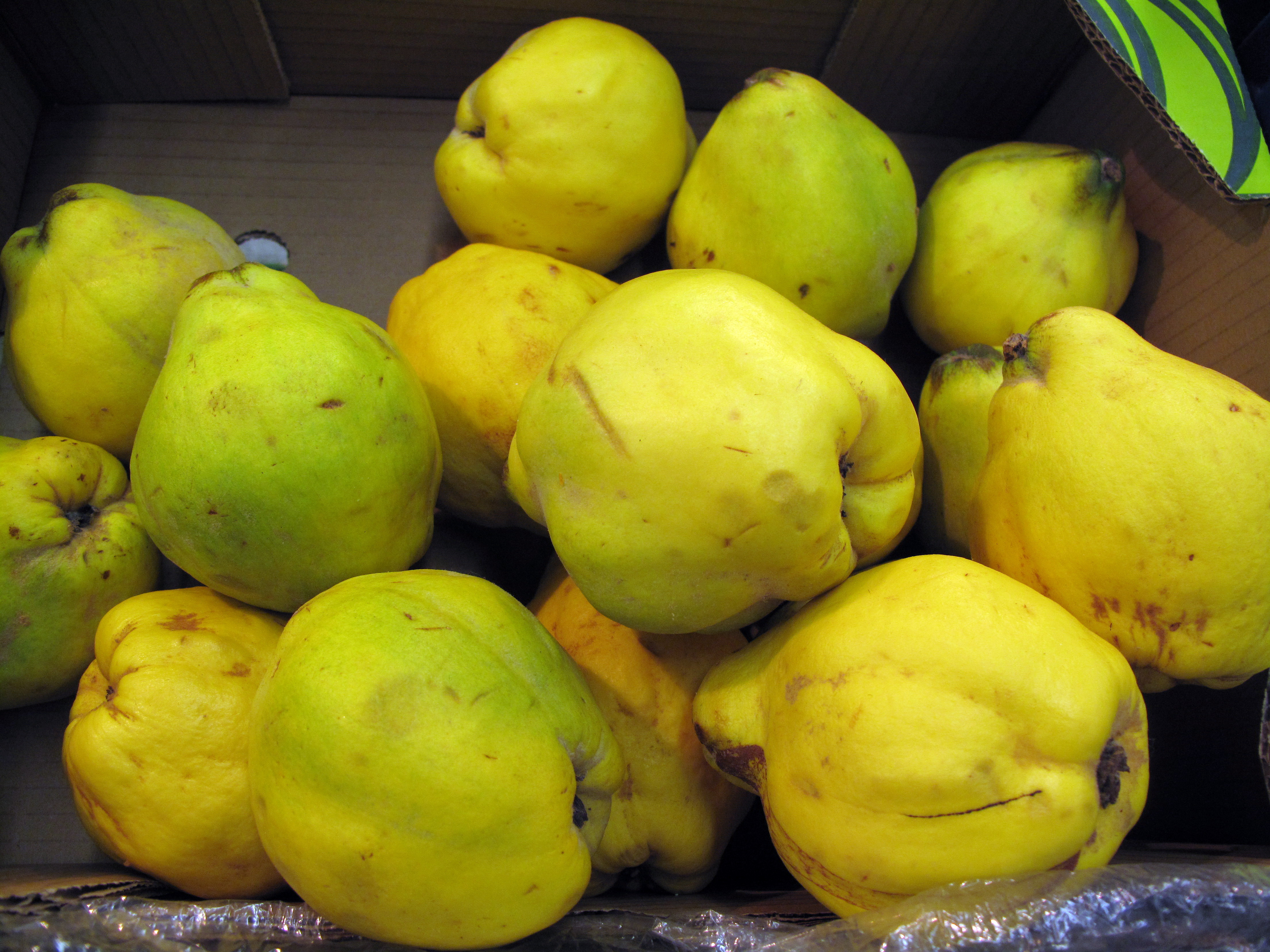
Des coings.

Le cotignac est préparé avec des coings pelés et du sucre, cuits ensemble. Après filtrage, la gelée obtenue constitue le cotignac. Le cotignac se différencie de la gelée ou de la pâte de coing par son caractère ferme et son goût plus sucré tempérant l'acidité et l'arôme naturel du coing.
Il en existe plusieurs recettes différentes, qui chacune donne au produit final un goût et une consistance différents. Du vin doux peut être ajouté à la recette.

## Recette
Le livre des Secrets d’Alessio de Piémont, dû à l’humaniste italien Girolamo Ruscelli publié en 1555 à Venise et traduit en français en 1557, donne une recette « Pour faire codignac, à la mode de Valence, de laquelle usent aussi le Genevois ». Un résumé très succinct de la recette pourrait être : faire bouillir les coings à l’eau, les passer au tamis, pour 8 livres obtenus rajouter 3 livres de sucre, faire bouillir à feu doux, en remuant régulièrement, jusqu’à ce que tout se détache bien du récipient, faire refroidir et remettre au feu avec des citrons, etc. 
Les puristes insistent sur la nécessité de mélanger plusieurs variétés de coings, de gros jaunes, qui apportent leur parfum, et des plus petits, riches en pectine. On cuit ces fruits dans de l’eau bouillante avant de les passer au tamis très fin. Ainsi la gelée sucrée à 75 % du jus obtenu, cuite à la nappe, est-elle bien concentrée. 
La couleur spécifique est obtenue par du rouge de cochenille au lieu du vin rouge qui en a longtemps renforcé la couleur rubis. Outre cette recette unique, le Cotignac marque sa différence par son emballage : il est coulé à chaud dans des petites boîtes rondes et plates en bois, de divers diamètres, décorées à l’effigie de Jeanne d’Arc. Quand elles sont petites, on les appelle des « friponnes ». On utilise du bois d’épicéa, moins coûteux que le sapin sélectionné à l’origine.

## Origine du nom, étymologie
Il se peut que le cotignac tire son nom de la commune française de Cotignac (Var). C’est à Cotignac, au XIVe siècle, qu’un apothicaire prépare ce compromis entre pâte de fruits et gelée que le médecin grec Claude Galien mentionne déjà vers l’an 200. Comme celle des Grecs, sa recette mélange des coings, du miel et des épices.
 Puis l’apothicaire viendra s’installer dans la région d’Orléans avec son remède en poche, où il en perfectionna la recette, il en aurait fait l'une des spécialités culinaires les plus anciennes de la ville,.[précision nécessaire]
Pour le TLFi, le mot « cotignac » est une « réfection savante à partir du latin cotoneum (coing) d'une ancienne forme coudougnac, coudoignac, coudignac, empruntée au provençal quodonat (du latin médiévial codonhatum) dérivé de codonh, coing ».

## Productions régionales

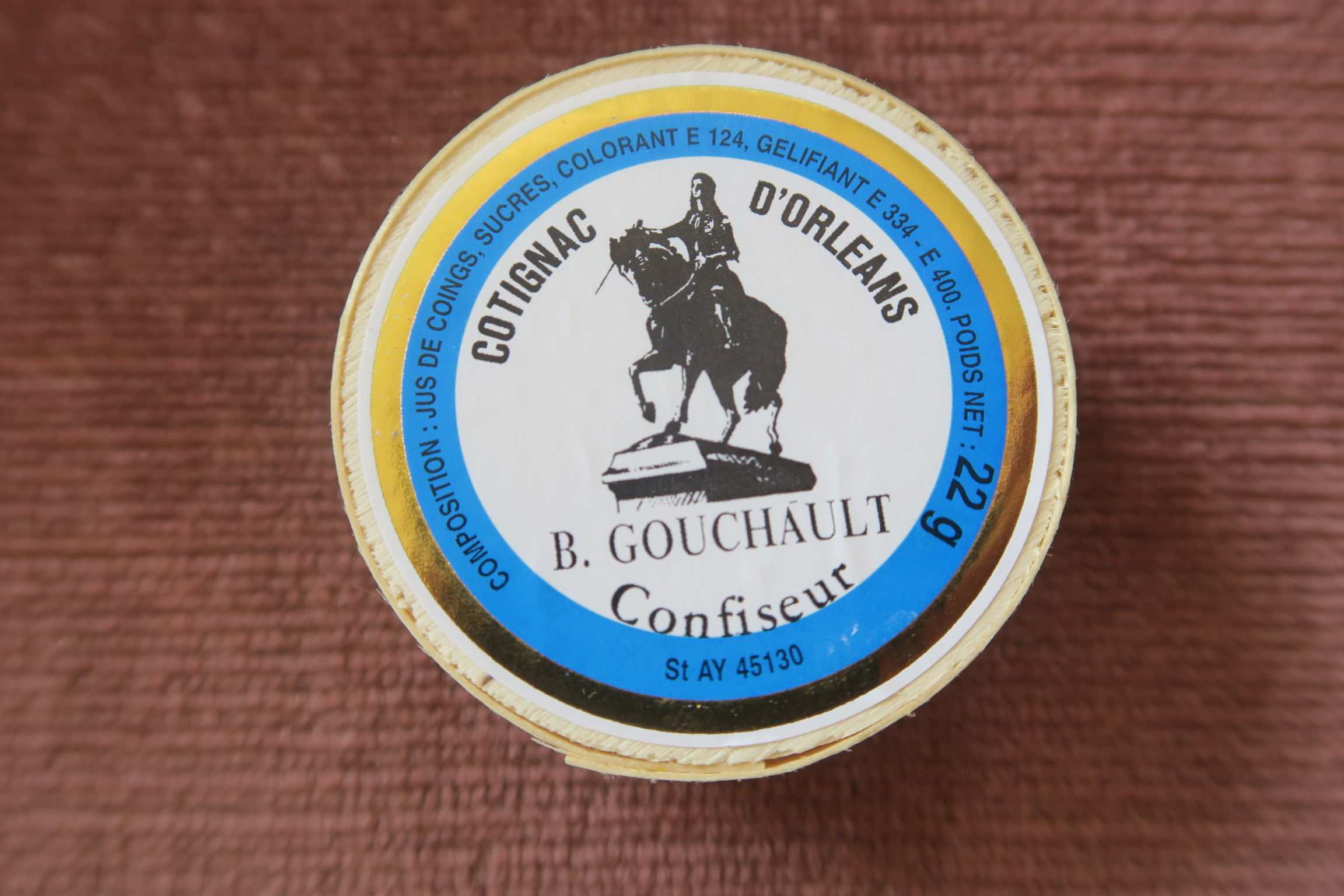
Cotignac d'Orléans. B. Gouchault. Saint-Ay

- Le cotignac d'Orléans (Loiret), dit aussi confiture d'Orléans, sont souvent présentés dans de petites boites en porcelaine, en verre ou en écorce d'épicéa[1],[6].
- Le cotignac de Mâcon (Saône-et-Loire) est cité dans la littérature[8] :

« Le cotignac était l'une  des confitures qu'en 1571, la ville de Paris avait servies à la Reine. Le cas qu'on en faisait alors s'est maintenu jusqu'au XVIIIe siècle. En 1709, la Marquise de Maintenon, l'épouse secrète de Louis XIV, écrivait au Duc de Noailles, qui lui avait envoyé du cotignac : vos boites auraient admirablement figuré aux noces de Mademoiselle de Normanville, si je n'avais le bon sens de jeter le festin sur M. de Chamillard.
Au commencement du XVIIIe siècle, on estimait le cotignac de Mâcon. « Le seul agrément de cette ville, dit Madame du Noyer dans ses Lettres, est qu'on y boit de très bon vin. Moi je me retrancherai à manger du cotignac. J'avais vu sur les tablettes des Allemands voyageurs, de ma connaissance, entre autres annotations : étant à Mâcon manger du cotignac. Ainsi je profitai de l'avis, et j'en mangeai tout mon saoul ». »
— Pierre Jean-Baptiste Legrand d'Aussy et Jean-Baptiste-Bonaventure de Roquefort, Histoire de la vie privée des Français depuis l'origine de la nation jusqu'à nos jours, Laurent-Beaupré, 1815

## Histoire gastronomique
Au XVIIe siècle, on le consomme au début d’un repas parce qu’il favorise la digestion. Il a alors la réputation d'aider les femmes enceintes à faire des beaux enfants. Dans une région riche en cognassiers, les apothicaires confiseurs d’Orléans le fabriquent depuis Louis XI, pour que les hôtes de marque ; rois, princes et ambassadeurs, s’en voient offrir lors de leur passage. Cette douceur royale à base du sucre alors coûteux, et non plus au miel, est un cadeau idéal facile à transporter. François Ier en raffolait, comme bien plus tard Charles de Gaulle.[réf. nécessaire]